# Sestav petih kubohemioktaedrov
Sestav petih kubohemioktaedrov je v geometriji uniformni poliederski sestav, ki ga sestavlja pet kubohemioktaedrov v enaki razvrstitvi kot v sestavu petih kubooktaedrov

## Vir
- Skilling, John (1976), »Uniform Compounds of Uniform Polyhedra«, Mathematical Proceedings of the Cambridge Philosophical Society, 79 (3): 447–457, doi:10.1017/S0305004100052440, MR 0397554